# 康泰會展商務中心
康泰會展商務中心（英語：Hong Thai Expo & Business Centre；縮寫：HTEBC），由黃士心父子賣盤康泰旅行社後創立 。總部位於金鐘，為中小企、自由工作者、初創企業及來自不同領域的專業人士，提供辦公空間支援服務。

## 外部連結
- 官方網站 （页面存档备份，存于）
- 康泰會展商務中心Facebook